# Euphyia albofasciata
Euphyia albofasciata är en fjärilsart som beskrevs av Gauckler 1900. Euphyia albofasciata ingår i släktet Euphyia och familjen mätare. Inga underarter finns listade i Catalogue of Life.